# 만화일기 시리즈
만화일기 시리즈는 1992년부터 1996년까지 대교출판사에서 연재한 만화책이다. 당시 어린이권장도서에서 235만부라는 베스트셀러에 오르기도 했다. 출판된 지 몇년 후부터는 겉표지만을 개정한 판이 나오기도 했다.

## 탄생 배경
- 출판 이전에는 일본에서 건너온 만화책들이 판을 치고 있었다. 하지만, 어린이들이 보기에는 너무 저질스럽다는 혹평을 받자, 이에 소년조선일보, 소년동아일보 등, 어린이 신문에서 만화를 연재하던 만화가들이 모여서 일기 형식의 글과 만화를 조합시켜서 책을 내었다.

## 주인공 및 화백
- 1권 - 돌배 만화일기 (故 신영식 著)
- 2권 - 뚱딴지 만화일기 (김우영 著)
- 3권 - 팔방이 만화일기 (임웅순 著)
- 4권 - 꾸러기 만화일기 (윤준환 著)
- 5권 - 꺼벙이 만화일기 (故 길창덕 著)
- 6권 - 따옥이 만화일기 (권혁준 著)
- 7권 - 우야꼬[1] 만화일기 (윤준환 著)
- 8권 - 밤토리 만화일기 (조항리 著)
- 9권 - 심술통 만화일기 (이정문 著), 무대사.
- 10권 - 캘빈과 홉스 만화일기 (빌 허터슨[2] 著)
- 11권 - 또복이[3] 만화일기 (정운경 著), 무대사.
- 12권 - 재동이 만화일기 (故 길창덕 著)
- 13권 - 땅콩찐콩 만화일기 (박수동 著)
- 14권 - 소케트 만화일기 (김성환 著)
- 15권 - 또랑이 만화일기 (윤영옥 著), 무대사.
- 16권 - 코망쇠 만화일기 (오원석 著)
- 17권 - 얄숙이 만화일기 (노석규 著)
- 18권 - 까불이 만화일기 (지성훈 著)
- 19권 - 따개비 만화일기 (오원석 著)
- 20권 - 재롱이 만화일기 (이홍우 著)

## 내용 및 평가
- 당시 책 내용은 보통 어린이들 (주로 초등학생들)의 일상생활과 학교생활을 명쾌하고 해학적으로 다룬 내용을 주제삼아서 쓰기 시작했는데, 20권까지 총 235만부나 팔리고, 어린 자녀들을 둔 학부모들과 어린이 독자, 청소년 독자들로부터 호평을 받았다.